# Route 199 (Québec)
Pour les articles homonymes, voir Route 199.
La route 199 (R-199) est une route nationale québécoise d'orientation nord/sud qui dessert l'archipel des Îles de la Madeleine dans la région administrative de la Gaspésie–Îles-de-la-Madeleine.

## Tracé
La route 199, dont le nom change selon l'endroit (Chemin Principal, Chemin de la Martinique, Chemin de Lavernière, etc.), est la seule route qui parcourt les Îles de la Madeleine d'un bout à l'autre. Elle traverse les principales îles de l'archipel d'ouest en est sur une distance d'environ 85 kilomètres. À certains endroits, la mer (le Golfe du Saint-Laurent) est située à quelques mètres de part et d'autre de la route.

## Accès routier au reste du Québec
Étant située sur une île, la route 199 est la seule route provinciale du Québec qui n'est pas raccordée au reste du réseau routier québécois. L'archipel est raccordé au continent par un service de traversier qui le relie à Souris, une municipalité située dans le comté de Kings, dans la province de l'Île-du-Prince-Édouard. Une fois la traversée effectuée, il faut compter 700 km pour rejoindre la frontière québécoise près d'Edmundston, au Nouveau-Brunswick. Il faut ensuite ajouter 300 km pour rejoindre Québec et 525 km pour rejoindre Montréal.

## Localités traversées (du sud au nord)
Liste des municipalités dont le territoire est traversé par la route 199, regroupées par municipalité régionale de comté.

### Gaspésie—Îles-de-la-Madeleine
Hors MRC
- Les Îles-de-la-Madeleine
- Grosse-Île

## Intersections majeures
| MRC                      | Municipalité             | km    | Destinations                                | Notes                                    |
| ------------------------ | ------------------------ | ----- | ------------------------------------------- | ---------------------------------------- |
| Les Îles-de-la-Madeleine | Les Îles-de-la-Madeleine | 0,00  | Quai de Havre-Aubert                        |                                          |
| Les Îles-de-la-Madeleine | Les Îles-de-la-Madeleine | 21,70 | Chemin de l'Étang-du-Nord – L'Étang-du-Nord |                                          |
| Les Îles-de-la-Madeleine | Les Îles-de-la-Madeleine | 26,50 | Chemin du Débarcadère                       | Traversier vers l'Île d'Entrée et Souris |
| Les Îles-de-la-Madeleine | Les Îles-de-la-Madeleine | 84,20 | Quai de Grande-Entrée                       |                                          |
|                          |                          |       |                                             |                                          |